# Achillea tomentosa
Il millefoglio giallo (nome scientifico Achillea tomentosa L., 1753) è una specie di pianta angiosperma dicotiledone della famiglia delle Asteraceae (sottofamiglia Asteroideae, tribù Anthemideae (Eurasian grade) e sottotribù Matricariinae).

## Etimologia
La tradizione (trasmessa da Plinio) vuole che Achille curò alcune ferite dei suoi compagni d'arme, nell'assedio di Troia, con tale pianta; da qui il nome del genere (Achillea). Sembra che sia stato Chirone (suo maestro) ad informarlo delle capacità cicatrizzanti della pianta. Il termine specifico (tomentosa) si riferisce al particolare habitus della pianta.
Il binomio scientifico attualmente accettato (Achillea tomentosa) è stato proposto da Carl von Linné (1707 – 1778) biologo e scrittore svedese, considerato il padre della moderna classificazione scientifica degli organismi viventi, nella pubblicazione Species Plantarum del 1753.

## Descrizione

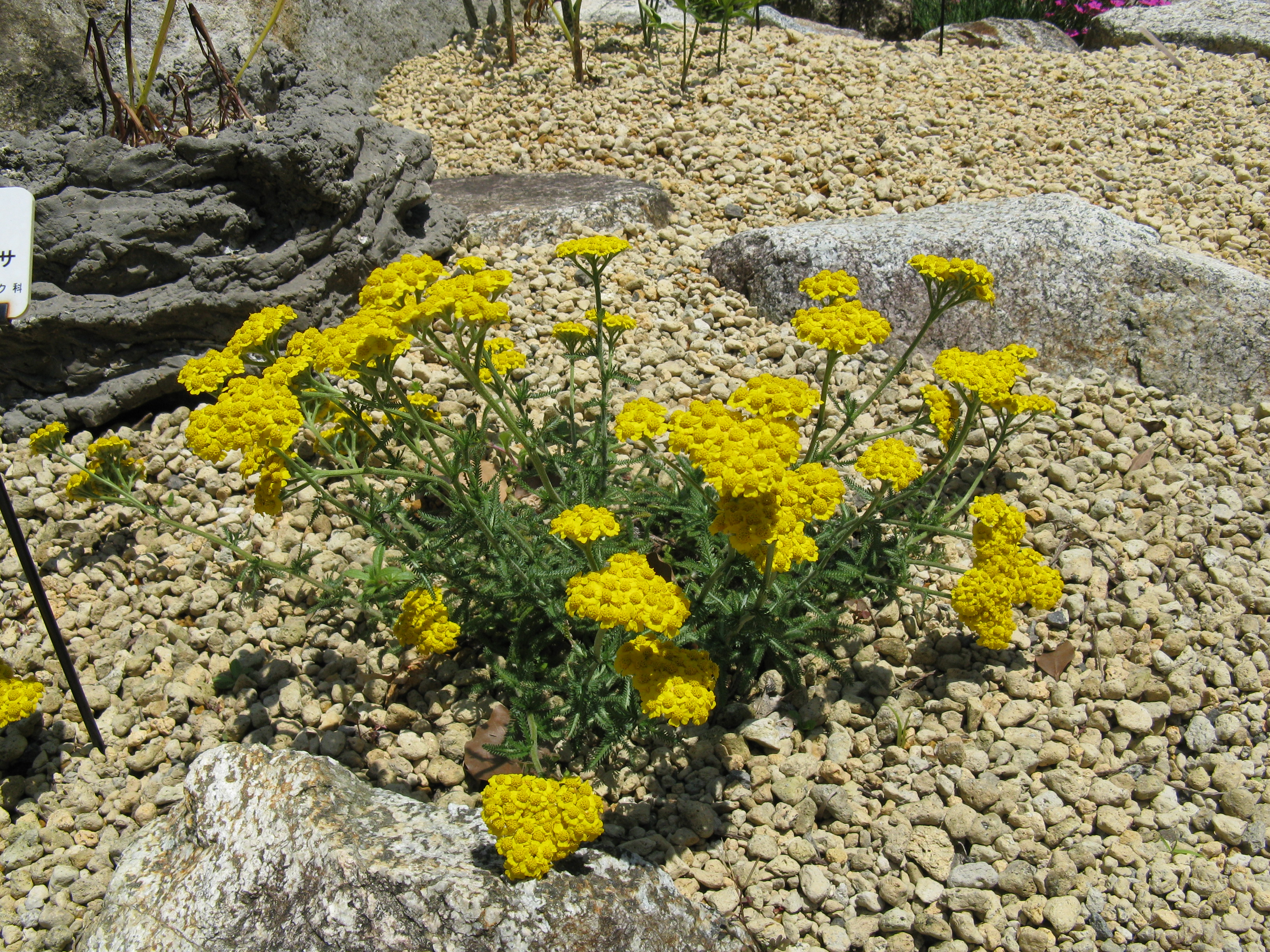
Il portamento

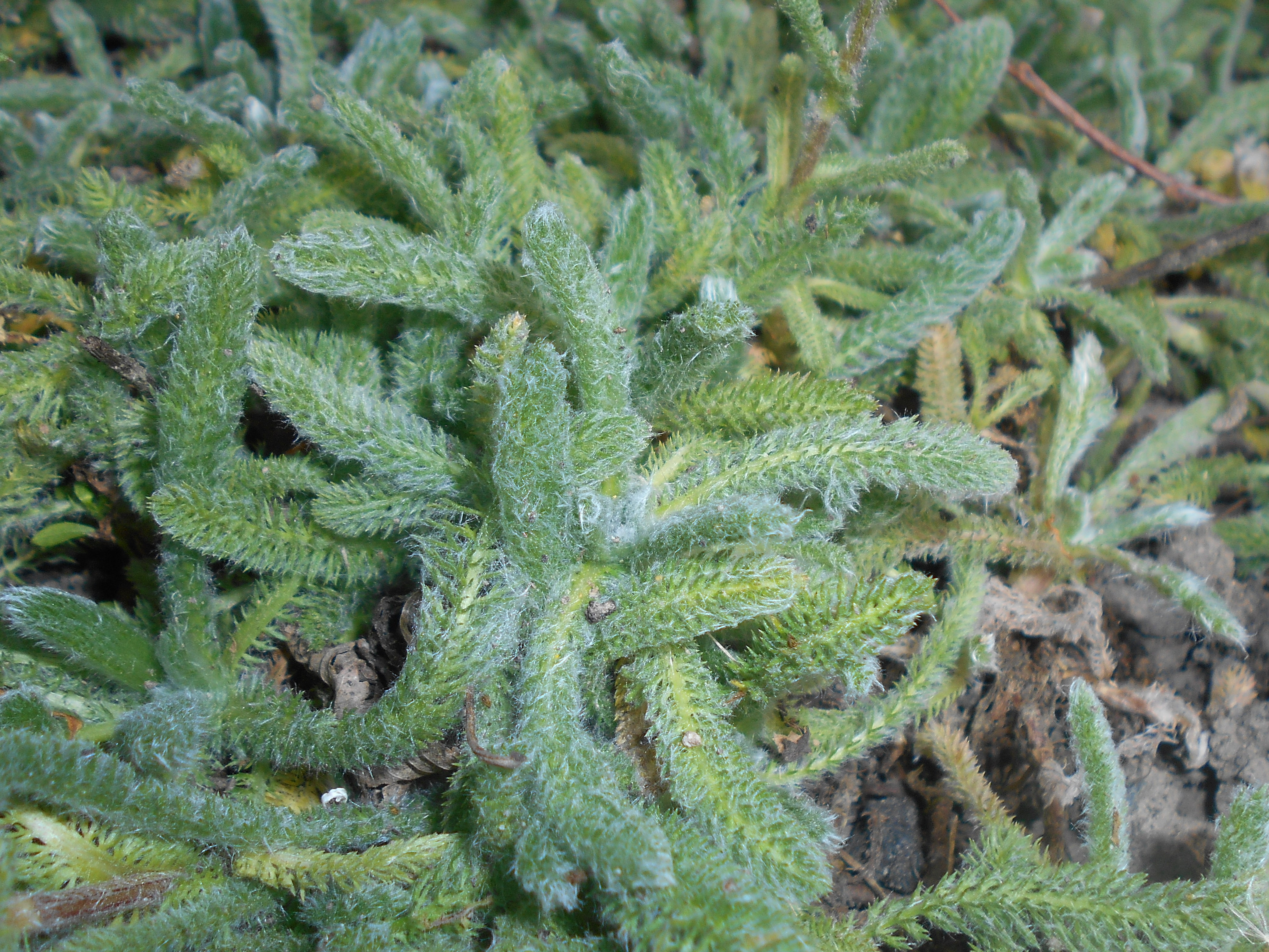
Le foglie

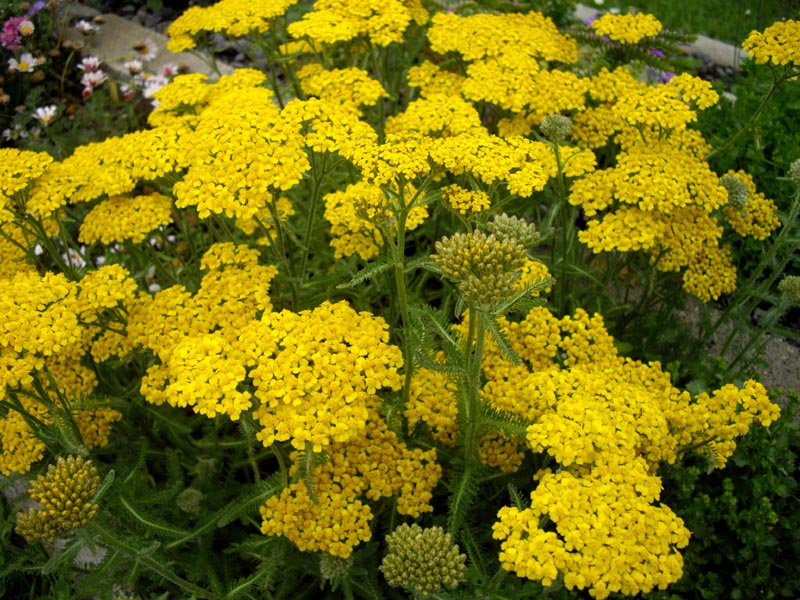
Infiorescenza

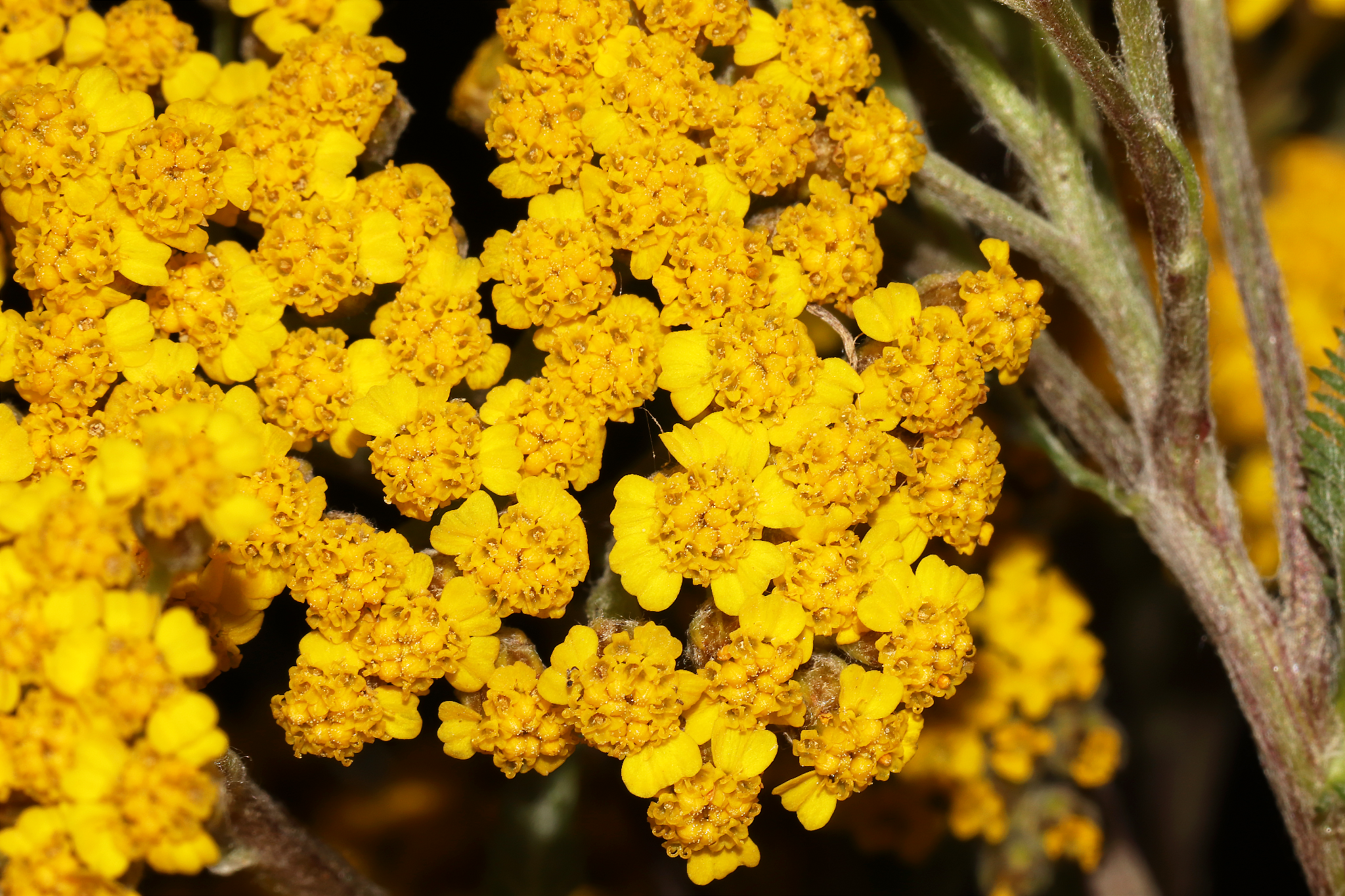
I fiori

Portamento. La specie di questa voce è una pianta erbecea perenne con indumento a peli basifissi. La forma biologica viene definita come emicriotifita scaposa (H scap), ossia sono piante erbacee perenni con gemme svernanti al livello del suolo e protette dalla lettiera o dalla neve; sono inoltre dotate di un asse fiorale eretto e con poche foglie. Tutta la pianta è tomentosa.
Radici. Le radici sono secondarie da rizoma.
Fusto.  Queste piante sono alte da 12 a 50 cm. 
- Parte ipogea: la parte sotterranea consiste in un rizoma obliquo e legnoso.
- Parte epigea: la parte aerea del fusto è eretta e ascendente o ginocchiata alla base. La superficie è grigio-tomentosa (i peli sono molli e lunghi 1 mm).

Foglie. Le foglie hanno un contorno lineare (molte volte più lungo che largo) con perimetro parallelo ai lati. La forma è del tipo 2-pennatosetta con segmenti laterali tipo lacinie (le lacinie inizialmente sono grigio-lanose, poi glabrescenti). La superficie è tomentosa (ma non vischiosa). Dimensione delle foglie: larghezza 3 mm; lunghezza 20 – 30 mm.
Infiorescenza. Le sinflorescenze sono formate da capolini calatidi dal diametro di pochi millimetri raccolti in modo corimboso molto denso. Le infiorescenze vere e proprie sono composte da un capolino terminale peduncolato di tipo radiato. I capolini sono formati da un involucro, con forme ovoidi, composto da diverse brattee, al cui interno un ricettacolo fa da base ai fiori di due tipi: fiori del raggio e fiori del disco. Le brattee, bruno-chiaro con margine scarioso e ialino, sono disposte in modo più o meno embricato su più serie (da 2 a 3). Il ricettacolo è piatto, ed è provvisto di pagliette trasparenti a protezione della base dei fiori. Dimensione dell'involucro: larghezza 2 –3 mm: lunghezza 4 mm. Diametro del capolino: 5 – 7 mm.
Fiori.  I fiori sono tetra-ciclici (formati cioè da 4 verticilli: calice – corolla – androceo – gineceo) e pentameri (calice e corolla formati da 5 elementi). Si distinguono in:
- fiori del raggio (esterni): da 4 a 5 per capolino, sono femminili, fertili e sono disposti su una serie; la forma è ligulata (zigomorfa); a volte possono mancare o essere sterili;
- fiori del disco (centrali): sono più numerosi con forme brevemente tubulose (attinomorfe); sono ermafroditi e fertili.

- Formula fiorale:

*/x K {\displaystyle \infty }, [C (5), A (5)], G 2 (infero), achenio
- Calice: i sepali del calice sono ridotti ad una coroncina di squame.

- Corolla:

- fiori del raggio: la forma della corolla alla base è piatta/tubulosa, mentre all'apice è ligulata; la ligula, subrotonda, può terminare con 3 denti ottusi; il colore è giallo; le ligule sono più brevi dell'involucro e sporgono di 1 – 1,5 mm con portamento ribattuto (ricoprono in parte l'involucro);
- fiori del disco: la forma della corolla è tubulare bruscamente divaricata in 5 lobi ed è lievemente zigomorfa in quanto due lobi sono più larghi degli altri; i lobi, patenti o eretti, hanno una forma deltata; il colore è giallo.

- Androceo: l'androceo è formato da 5 stami (alternati ai lobi della corolla) sorretti da filamenti generalmente liberi con un collare a forma di balaustra; gli stami sono connati e formano un manicotto circondante lo stilo. Le antere possono essere sia di tipo basifissa che medifissa (ossia attaccate al filamento per la base – nel primo caso; oppure in un punto intermedio – nel secondo caso).[12] Questa caratteristica ha valore tassonomico in quanto distingue i generi gli uni dagli altri. Il tessuto endoteciale (rivestimento interno dell'antera) non è polarizzato. Il polline è sferico con un diametro medio di circa 25 micron;  è tricolporato (con tre aperture sia di tipo a fessura che tipo isodiametrica o poro) ed è echinato (con punte sporgenti).

- Gineceo: l'ovario è infero uniloculare formato da 2 carpelli. Lo stilo (il recettore del polline) è profondamente bifido (con due stigmi divergenti) e con le linee stigmatiche marginali separate o contigue. I due bracci dello stilo hanno una forma troncata e possono essere papillosi o ricoperti da ciuffi di peli.

- Antesi: da (maggio) giugno ad agosto.

Frutti. I frutti sono degli acheni privi di pappo. La forma è obovoide dorsoventralmente compressa quasi appiattita con 2 coste laterali e raramente con una addizionale costa adassiale. L'apice è arrotondato. Il pericarpo può possedere alcune cellule mucillaginifere con o senza sacche longitudinali di resina.

## Biologia
Impollinazione: tramite insetti (impollinazione entomogama tramite farfalle diurne e notturne).

Riproduzione: la fecondazione avviene fondamentalmente tramite l'impollinazione dei fiori.

Dispersione: i semi cadono a terra e vengono dispersi soprattutto da insetti come formiche (disseminazione mirmecoria). Un altro tipo di dispersione è zoocoria: gli uncini delle brattee dell'involucro (se presenti) si agganciano ai peli degli animali di passaggio che portano così i semi anche su lunghe distanze. Inoltre per merito del pappo (se presente) il vento può trasportare i semi anche per alcuni chilometri (disseminazione anemocora).

## Distribuzione e habitat

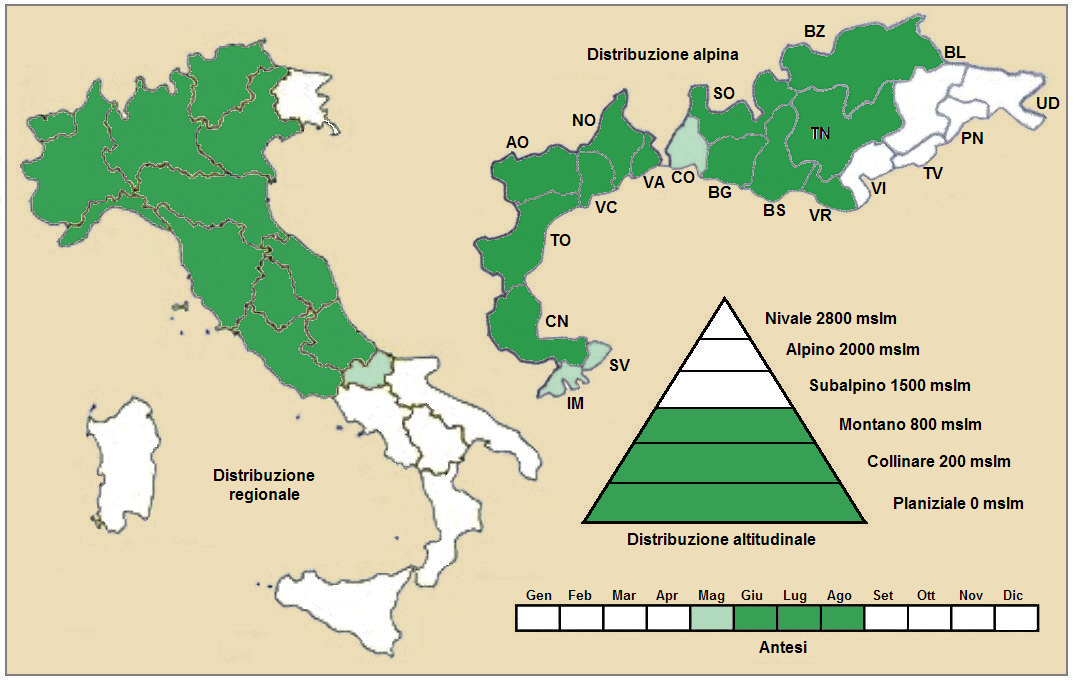
Distribuzione della pianta
(Distribuzione regionale – Distribuzione alpina)

Geoelemento: il tipo corologico (area di origine) è  Sud Europeo – Sud Siberiano.

Distribuzione: in Italia è una specie rara ed è presente al nord e al centro. Nelle Alpi è presente soprattutto nelle zone occidentali e centrali. Oltreconfine, sempre nelle Alpi, si trova in Francia (dipartimenti di Alpes-de-Haute-Provence, Hautes-Alpes, Alpes-Maritimes, Drôme, Isère e Savoia), in Svizzera (cantone Vallese). Sugli altri rilievi europei si trova nei Pirenei.

Habitat: l'habitat tipico per questa specie sono i pendii aridi e sassosi; ma anche le praterie rase, prati e pascoli dal piano collinare a quello montano. Il substrato preferito è siliceo con pH acido, bassi valori nutrizionali del terreno che deve essere arido.

Distribuzione altitudinale: sui rilievi alpini queste piante si possono trovare fino a 1700 m s.l.m.; frequentano quindi i seguenti piani vegetazionali: montano e collinare (oltre a quello planiziale – a livello del mare).

## Fitosociologia

### Areale alpino
Dal punto di vista fitosociologico alpino la specie di questa voce appartiene alla seguente comunità vegetale:
Formazione: delle comunità a emicriptofite e camefite delle praterie rase magre secche
Classe: Festuco-Brometea
Ordine: Festucetalia valesiacae
Alleanza: Stipo-Poion xerophilae

## Sistematica
La famiglia delle Asteraceae (o Compositae, nomen conservandum) probabilmente originaria del Sud America, è la più numerosa del mondo vegetale, comprende oltre 23.000 specie distribuite su 1.535 generi, oppure 22.750 specie e 1.530 generi secondo altre fonti (una delle checklist più aggiornata elenca fino a 1.679 generi). La famiglia attualmente (2021) è divisa in 16 sottofamiglie; la sottofamiglia Asteroideae è una di queste e rappresenta l'evoluzione più recente di tutta la famiglia.

### Filogenesi
Il gruppo di questa voce è descritto nella tribù Anthemideae, una delle 21 tribù della sottofamiglia Asteroideae). In base alle ultime ricerche nella tribù sono stati individuati (provvisoriamente) 4 principali lignaggi (o cladi): "Southern hemisphere grade", "Asian-southern African grade", "Eurasian grade" e "Mediterranean clade". Il genere Achillea (insieme alla sottotribù Matricariinae) è incluso nel clade Eurasian grade.
Nella "Flora d'Italia" le specie spontanee di Achillea sono suddivise in due sottogeneri, 7 sezioni e alcuni aggregati.  Achillea tomentosa appartiene alla quinta sezione caratterizzata da sinflorescenze formate da corimbi, 4-5 fiori ligulati gialli.
I caratteri distintivi della specie  A. tomentosa sono:
- il tipo delle foglie è 1-2-pennatosette;
- le lacinie delle foglie inizialmente sono grigio-lanose, in seguito diventano glabrescenti.

Il numero cromosomico di A. tomentosa è: 2n = 18.

### Sinonimi
Sono elencati alcuni sinonimi per questa entità:
- Alitubus tomentosus (L.) Dulac
- Chamaemelum tomentosum  (L.) E.H.L.Krause
- Millefolium tomentosum  Fourr.

## Specie simili
Tutti i "millefoglio" sono molto simili tra di loro. Questa specie (Achillea tomentosa) può essere distinta per i suoi capolini colorati di giallo. Un'altra specie dello stesso genere ha una colorazione gialla dei capolini: Achillea ageratum. Quest'ultima specie si distingue da quella di questa voce in quanto è fondamentalmente glabra e le foglie sono pochissimo incise (praticamente sono dentate). Nelle Alpi l'Achillea ageratum vive solamente nella parte occidentale.

## Altre notizie
Il  "millefoglio giallo" in altre lingue viene chiamato nei seguenti modi:
- (DE)  Gelbe Schafgarbe
- (FR)  Achillée tomenteuse
- (EN)  Woolly Yarrow